# Parisina Malatesta
Parisina Malatesta, nome con cui era conosciuta Laura Malatesta (Cesena, 1404 – Ferrara, 21 maggio 1425), era figlia di Andrea Malatesta, signore di Cesena, e della seconda moglie Lucrezia Ordelaffi.

## Biografia

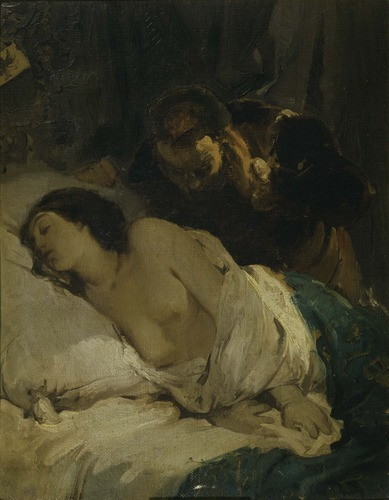
Giuseppe Bertini: Parisina

Parisina aveva pochi giorni quando sua madre venne avvelenata dal padre Francesco III Ordelaffi e crebbe alla corte dello zio Carlo Malatesta a Rimini.

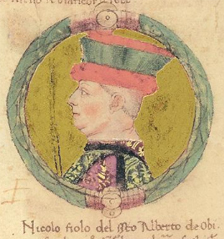
Niccolò III d'Este

Ad appena quattordici anni sposò a Ravenna il marchese di Ferrara Niccolò III d'Este, vedovo anni prima di Gigliola da Carrara, ed entrò in una città funestata dalla peste.
Prese alloggio nella torre dei Rigobelli nelle stanze sotto la biblioteca e riorganizzò la sua nuova abitazione. Altra dimora di Parisina fu anche la cosiddetta Delizia di Consandolo, fatta costruire da Niccolò.
Parisina è ricordata in particolare per la tragica vicenda che la portò alla decapitazione.
In occasione di un viaggio, nel 1424, per far visita ai suoi familiari, Parisina fu accompagnata per volere del marito anche da Ugo d'Este, figlio di Niccolò e di una sua favorita, Stella de' Tolomei. I due giovani ebbero modo di conoscersi meglio e già a Ravenna divennero amanti. La relazione proseguì di nascosto anche al ritorno a Ferrara: la coppia si incontrava nelle delizie di Belfiore, Fossadalbero e Quartesana..
Altre fonti riportano, invece, che per sfuggire alla peste nel 1423, la marchesa si rifugiò nel castello di Fossadalbero accompagnata dal figliastro e lì sarebbe nata la relazione.
Messo in guardia da un'ancella, Niccolò spiò la moglie e il figlio scoprendo la tresca. Li fece allora rinchiudere nelle prigioni del castello estense, dove vennero fatti decapitare nel 1425.

### Fonti storiche sulla vicenda di Parisina e Ugo

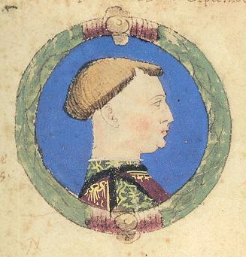
Ugo d'Este

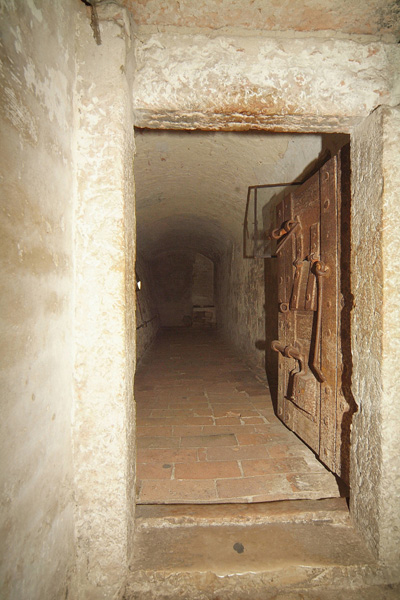
Castello estense di Ferrara: la prigione di Parisina

La verità sulla storia dei due amanti non è mai stata pienamente chiarita, soprattutto nei suoi dettagli. Il resoconto della tragica sorte di Parisina e Ugo è fondamentalmente dovuto a quanto ne riferì Antonio Frizzi nelle Memorie per la storia di Ferrara, pubblicate per la prima volta nel 1791. Secondo lo storiografo, che dice di basarsi sulle precedenti Storie manoscritte e a stampa, il rapporto tra i due sventurati era all'inizio tutt'altro che cordiale: Parisina «lo trattava poco amorevolmente», e il padre «ne provava assai rincrescimento». Tuttavia, le cose cambiarono all'improvviso: Parisina ottenne dal consorte il permesso per un viaggio, con la condizione che portasse Ugo con sé, in modo da ricucire il difficile rapporto. Durante il tragitto si sarebbero innamorati follemente.
Passò qualche tempo, durante il quale i due giovani predisponevano segreti incontri presso la corte estense, finché a un certo Zoese, «famiglio del Marchese», una cameriera che era stata da Parisina «battuta» svelò la tresca, vendicandosi per il trattamento subito. Frizzi continua affermando che il marchese, informato da Zoese, si accertò del tradimento «il 18 di Maggio da un pertugio fatto nella soffitta della stanza della moglie». Fuori di sé, ordinò un processo sommario con cui gli amanti furono condannati a morte. A nulla valse l'intercessione di alcuni influenti cortigiani. Il 21 maggio Ugo fu decapitato, e Parisina, mentre veniva condotta al patibolo, saputo che l'amato era morto, esclamò: «Adesso né io vorrei più vivere», e «si spogliò colle proprie mani d'ogni ornamento, e si avvolse un drappo alla testa, e si prestò al fatal colpo che compié la scena ferale».
Anche il modenese Aldobrandino Rangoni, gentiluomo ai servizi della marchesa, fu giustiziato lo stesso giorno, evidentemente perché al corrente della relazione clandestina. Frizzi narra che Niccolò III si pentì della propria impulsività, piangendo per tutta la notte successiva e invocando il nome del figlio. In seguito, però, ordinò l'esecuzione di tutte le donne ferraresi che intrattenessero una relazione al di fuori del matrimonio.
Una nota alla seconda edizione delle Memorie (1850), curata da Camillo Laderchi, avanza l'ipotesi che i due protagonisti del dramma si fossero conosciuti prima del matrimonio di lei, a Rimini, e fossero stati addirittura promessi sposi. Niccolò III, giunto nella città, si sarebbe invaghito della fidanzata del figlio, strappandogliela e facendole credere che Ugo si fosse impegnato con un'altra donna. Tuttavia, a Ferrara i due giovani avrebbero chiarito la verità, rinfocolando la passione di un tempo. Laderchi giustifica la sua versione con la diceria che le pagine mancanti del calendario della Biblioteca di San Francesco riportassero la storia in questa variante meno nota.
Uno studio critico più recente è stato compiuto da Angelo Solerti e pubblicato su Nuova Antologia nel 1893.

## Discendenza
Parisina ebbe due gemelle e un maschio:
- Lucia d'Este (1419-1437), si sposò con Carlo Gonzaga e morì giovane[5];
- Ginevra d'Este (1419-1440), si sposò con Sigismondo Malatesta;[5]
- Alberto Carlo (1421), morto dopo pochi mesi.

## Ascendenza
|                                                  |                    |                                                  | Genitori                                            |  |  | Nonni |  |  | Bisnonni                                         |  |  | Trisnonni                                  |  |
|                                                  |                    |                                                  |                                                     |  |  |       |  |  | Pandolfo I Malatesta, signore di Pesaro e Rimini |  |  | Malatesta da Verucchio, signore di Rimini* |  |
|                                                  |                    |                                                  |                                                     |  |  |       |  |  | Pandolfo I Malatesta, signore di Pesaro e Rimini |  |  | Malatesta da Verucchio, signore di Rimini* |  |
|                                                  |                    | Margherita Paltenieri di Monselice               |                                                     |  |  |       |  |  | Pandolfo I Malatesta, signore di Pesaro e Rimini |  |  |                                            |  |
| Galeotto I Malatesta, signore di Rimini e Cesena |                    |                                                  |                                                     |  |  |       |  |  | Pandolfo I Malatesta, signore di Pesaro e Rimini |  |  |                                            |  |
|                                                  |                    | Taddea da Rimini                                 | …                                                   |  |  |       |  |  |                                                  |  |  |                                            |  |
|                                                  |                    | Taddea da Rimini                                 | …                                                   |  |  |       |  |  |                                                  |  |  |                                            |  |
|                                                  |                    | Taddea da Rimini                                 | …                                                   |  |  |       |  |  |                                                  |  |  |                                            |  |
| Andrea Malatesta, signore di Cesena              |                    | Taddea da Rimini                                 |                                                     |  |  |       |  |  |                                                  |  |  |                                            |  |
|                                                  |                    | Rodolfo II da Varano, signore di Camerino        | Berardo II da Varano, signore di Camerino           |  |  |       |  |  |                                                  |  |  |                                            |  |
|                                                  |                    | Rodolfo II da Varano, signore di Camerino        | Berardo II da Varano, signore di Camerino           |  |  |       |  |  |                                                  |  |  |                                            |  |
|                                                  |                    | Rodolfo II da Varano, signore di Camerino        | Bellafiore Brunforte                                |  |  |       |  |  |                                                  |  |  |                                            |  |
| Gentile da Varano                                |                    | Rodolfo II da Varano, signore di Camerino        |                                                     |  |  |       |  |  |                                                  |  |  |                                            |  |
|                                                  |                    | Camilla Chiavelli                                | Finuccio Chiavelli                                  |  |  |       |  |  |                                                  |  |  |                                            |  |
|                                                  |                    | Camilla Chiavelli                                | Finuccio Chiavelli                                  |  |  |       |  |  |                                                  |  |  |                                            |  |
|                                                  |                    | Camilla Chiavelli                                | …                                                   |  |  |       |  |  |                                                  |  |  |                                            |  |
| Parisina Malatesta                               |                    | Camilla Chiavelli                                |                                                     |  |  |       |  |  |                                                  |  |  |                                            |  |
|                                                  | Giovanni Ordelaffi | Francesco II Ordelaffi, signore di Forlì         |                                                     |  |  |       |  |  |                                                  |  |  |                                            |  |
|                                                  | Giovanni Ordelaffi | Francesco II Ordelaffi, signore di Forlì         |                                                     |  |  |       |  |  |                                                  |  |  |                                            |  |
|                                                  | Giovanni Ordelaffi | Marzia Ubaldini                                  |                                                     |  |  |       |  |  |                                                  |  |  |                                            |  |
| Francesco III Ordelaffi, signore di Forlì        | Giovanni Ordelaffi |                                                  |                                                     |  |  |       |  |  |                                                  |  |  |                                            |  |
|                                                  |                    | Taddea Malatesta                                 | Malatesta III Malatesta, signore di Pesaro e Rimini |  |  |       |  |  |                                                  |  |  |                                            |  |
|                                                  |                    | Taddea Malatesta                                 | Malatesta III Malatesta, signore di Pesaro e Rimini |  |  |       |  |  |                                                  |  |  |                                            |  |
|                                                  |                    | Taddea Malatesta                                 | Costanza Ondedei                                    |  |  |       |  |  |                                                  |  |  |                                            |  |
| Lucrezia Ordelaffi                               |                    | Taddea Malatesta                                 |                                                     |  |  |       |  |  |                                                  |  |  |                                            |  |
|                                                  |                    | Guido II Gonzaga, signore di Novellara e Bagnolo | Feltrino Gonzaga, signore di Novellara e Bagnolo    |  |  |       |  |  |                                                  |  |  |                                            |  |
|                                                  |                    | Guido II Gonzaga, signore di Novellara e Bagnolo | Feltrino Gonzaga, signore di Novellara e Bagnolo    |  |  |       |  |  |                                                  |  |  |                                            |  |
|                                                  |                    | Guido II Gonzaga, signore di Novellara e Bagnolo | Antonia da Correggio                                |  |  |       |  |  |                                                  |  |  |                                            |  |
| Caterina Gonzaga di Novellara                    |                    | Guido II Gonzaga, signore di Novellara e Bagnolo |                                                     |  |  |       |  |  |                                                  |  |  |                                            |  |
|                                                  |                    | Ginevra Malatesta                                | Malatesta III Malatesta, signore di Rimini          |  |  |       |  |  |                                                  |  |  |                                            |  |
|                                                  |                    | Ginevra Malatesta                                | Malatesta III Malatesta, signore di Rimini          |  |  |       |  |  |                                                  |  |  |                                            |  |
|                                                  |                    | Ginevra Malatesta                                | Costanza Ondedei                                    |  |  |       |  |  |                                                  |  |  |                                            |  |
|                                                  |                    | Ginevra Malatesta                                |                                                     |  |  |       |  |  |                                                  |  |  |                                            |  |

* era il padre di Gianciotto Malatesta e di Paolo Malatesta - rispettivamente marito e amante di Francesca da Polenta, citati da Dante nel V canto dell'Inferno - avuti entrambi dalla 1ª moglie Concordia de' Pandolfini))

## Riferimenti nella cultura di massa
La storia di Parisina e Ugo, che ha fonti storiche relativamente esigue, ha potuto facilmente confondersi con il mito, dando origine a varie versioni letterarie sin dal XV secolo, costituendo l'oggetto della novella XLIV di Matteo Bandello, e confluendo anche, mutato il nome dei personaggi e il luogo dell'azione, nella quinta novella della seconda Cena del Lasca.
Nel XVII secolo Lope de Vega, ispirandosi alla novella di Bandello, fece della storia dei due sfortunati amanti il tema della tragedia El castigo sin venganza.
Con il Romanticismo la vicenda tornò ad essere un'importante fonte d'ispirazione: George Byron ne venne a conoscenza leggendo i Miscellaneous Works di Edward Gibbon, e nel 1816 scrisse Parisina, un poemetto in rima che ebbe numerose traduzioni italiane, tutte in versi sciolti, la più importante delle quali è sicuramente quella di Andrea Maffei.
La storia si spostò quindi in ambito teatrale, nella versione di Luigi Cicconi, rappresentata al Teatro Carignano di Torino il 30 novembre 1832. L'anno successivo, alla Pergola di Firenze, andava in scena Parisina d'Este, tragedia lirica di Gaetano Donizetti con libretto di Felice Romani, ispirata al poemetto di Byron. Nel 1835 anche Antonio Somma diede voce alle sventure dei due giovani, riscuotendo notevole successo con la sua tragedia. 
Così, grazie a Byron, il ricordo di Parisina e Ugo si era riacceso e continuò ad ispirare numerosi artisti tra la metà dell'Ottocento e gli inizi del XX secolo. In occasione del carnevale 1881, al Comunale di Ferrara venne rappresentata l'opera Ugo e Parisina di Giovanni Battista Bergamini con libretto di Carlo d'Ormeville, mentre del 1901 è il melologo Parisina di Vittore Veneziani, con versi di Domenico Tumiati recitati dal fratello Gualtiero, rappresentato al Teatro Niccolini di Firenze, successivamente al Comunale di Bologna e nel cortile del Castello Estense di Ferrara. In quest'ultima sede era presente Gabriele D'Annunzio, che elaborò la sua tragedia lirica Parisina nel 1912 proprio partendo da questo spunto e ispirandosi al poema byroniano. Con la Francesca da Rimini e il Sigismondo - mai scritto - , la Parisina avrebbe dovuto costituire una trilogia malatestiana. Il film Parisina - Un amore alla corte di Ferrara nel XV secolo, sempre ispirato al libretto di Tumiati, era già uscito nelle sale nel 1909 per la regia di Giuseppe de Liguoro. Il testo dannunziano fece invece da libretto per l'opera Parisina di Pietro Mascagni, la cui prima fu rappresentata nel 1913 alla Scala di Milano.. Negli anni venti del novecento il testo di D'Annunzio fu ripreso e rappresentato senza le musiche di Mascagni, fra l'altro nel 1926 anche al Vittoriale di Gardone Riviera.
La figura di Parisina, come quella di altre illustri e travagliate donne della storia italiana, fu ripresa nei Cantos da Ezra Pound, nello specifico all'interno del VIII canto, ove scrive: " And, in Este's house, Parisina paid, for this tribe paid always".
Vi furono anche rappresentazioni in ambito pittorico, fra cui "Parisina" (1842), quadro del pittore inglese Thomas Jones Barker attualmente in una collezione privata e "Il sogno di Parisina" (1853) di Andrea Gastaldi esposto alla Pennsylvania Academy of the Fine Arts.